# Michael J. Moravcsik
Michael Julius Moravcsik (25 juny 1928, Budapest, Hongria - 25 abril 1989, Torí, Itàlia) va ser físic teòric de l'energia i professor a la Universitat d'Oregon a Eugene fins a l'any 1987. També es dedicà a investigar la metododologia de la ciència i el desenvolupament de la ciència al tercer món, fent especials contribucions en el camp de la cienciometria. En un altre ordre de coses també és conegut per ser estudiós i crític de la música.
El 1985 va guanyar la medalla Derek de Solla Price